# Türme des Derwisch Ali

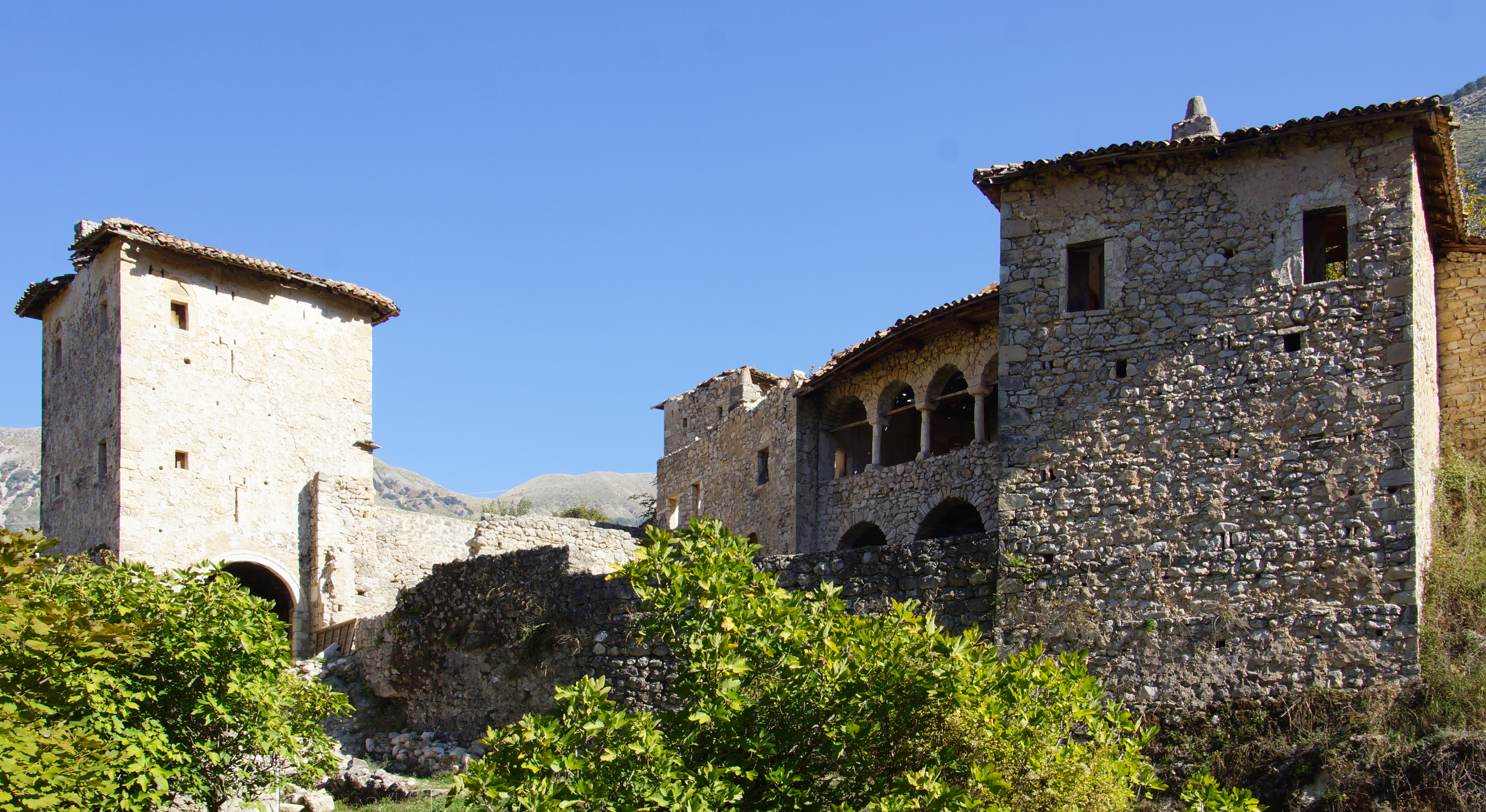
Der ganze Gebäudekomplex

Die Türme des Derwisch Ali (albanisch Kullat e Dervish Aliut) sind ein Gebäudekomplex in der Ortschaft Dukat südlich von Orikum in der Gemeinde Vlora, Albanien.
Sie wurden nach Derwisch Ali benannt, der sich als führende Persönlichkeit 1847 bei den Aufständen der Labëria gegen die Tanzimat-Reformen der osmanischen Regierung beteiligte. Es handelt sich um eine Anlage aus zwei Wohntürmen und mehrerer weiterer Wohngebäude um einen Hof. Die Bauten wurden über einen längeren Zeitraum erstellt. Die Häuser liegen auf einer Anhöhe über dem Dorf. Die nachträglich erbauten Türme haben keine direkte Wehrfunktion – ein Weg führt unter dem großen Turm durch. Die Anlage hat eine Dreiecksform mit Gebäuden auf der Nord- und Ostseite, während die Westseite von einer Mauer abgeschlossen wird.

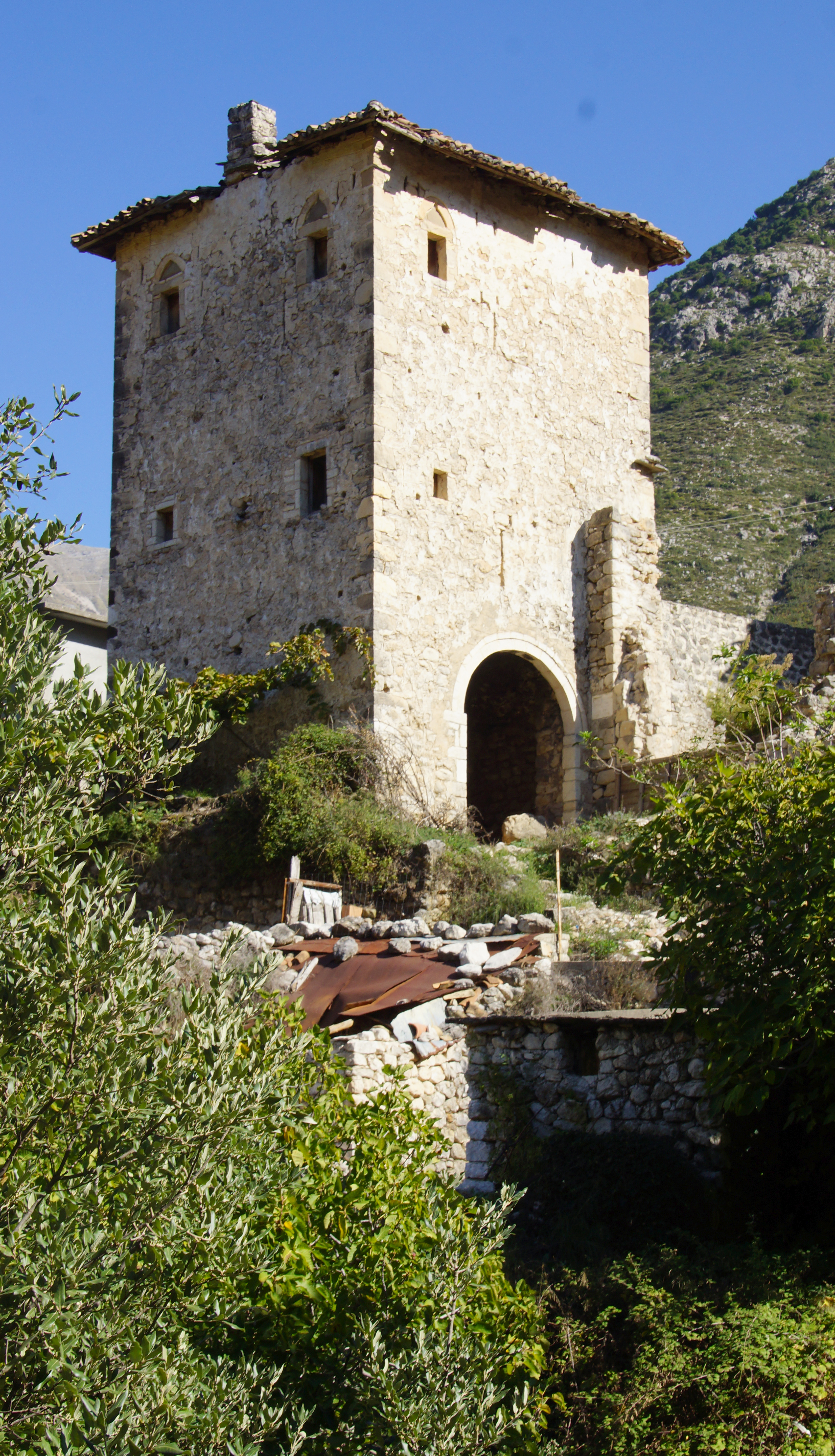
Der Hauptturm

Das verfallene älteste Gebäude stammt vermutlich aus dem späten 18. Jahrhundert, die Türme aus dem ersten Viertel des 19. Jahrhunderts, die meisten anderen Gebäude wurden später errichtet.
Die Türme sind seit 1979 ein architektonisches Kulturdenkmal der Republik von Albanien. Der Baukomplex wurde in den 1970er Jahren und 2018 restauriert.